# Poropuntius
Poropuntius är ett släkte av fiskar. Poropuntius ingår i familjen karpfiskar.

## Dottertaxa tillPoropuntius, i alfabetisk ordning[1]
- Poropuntius angustus
- Poropuntius bantamensis
- Poropuntius birtwistlei
- Poropuntius bolovenensis
- Poropuntius brevispinus
- Poropuntius burtoni
- Poropuntius carinatus
- Poropuntius chondrorhynchus
- Poropuntius chonglingchungi
- Poropuntius clavatus
- Poropuntius cogginii
- Poropuntius consternans
- Poropuntius daliensis
- Poropuntius deauratus
- Poropuntius exiguus
- Poropuntius faucis
- Poropuntius fuxianhuensis
- Poropuntius genyognathus
- Poropuntius hampaloides
- Poropuntius hathe
- Poropuntius heterolepidotus
- Poropuntius huangchuchieni
- Poropuntius huguenini
- Poropuntius ikedai
- Poropuntius kontumensis
- Poropuntius krempfi
- Poropuntius laoensis
- Poropuntius lobocheiloides
- Poropuntius margarianus
- Poropuntius melanogrammus
- Poropuntius normani
- Poropuntius opisthoptera
- Poropuntius rhomboides
- Poropuntius scapanognathus
- Poropuntius shanensis
- Poropuntius smedleyi
- Poropuntius solitus
- Poropuntius speleops
- Poropuntius susanae
- Poropuntius tawarensis